# 小行星5798
小行星5798（5798 Burnett）是一颗绕太阳运转的小行星，为主小行星带小行星。该小行星于1980年9月13日发现。

## 轨道参数
小行星5798的轨道半长轴为2.5739857 UA，离心率为0.097。